# 牛肉のブルゴーニュ風

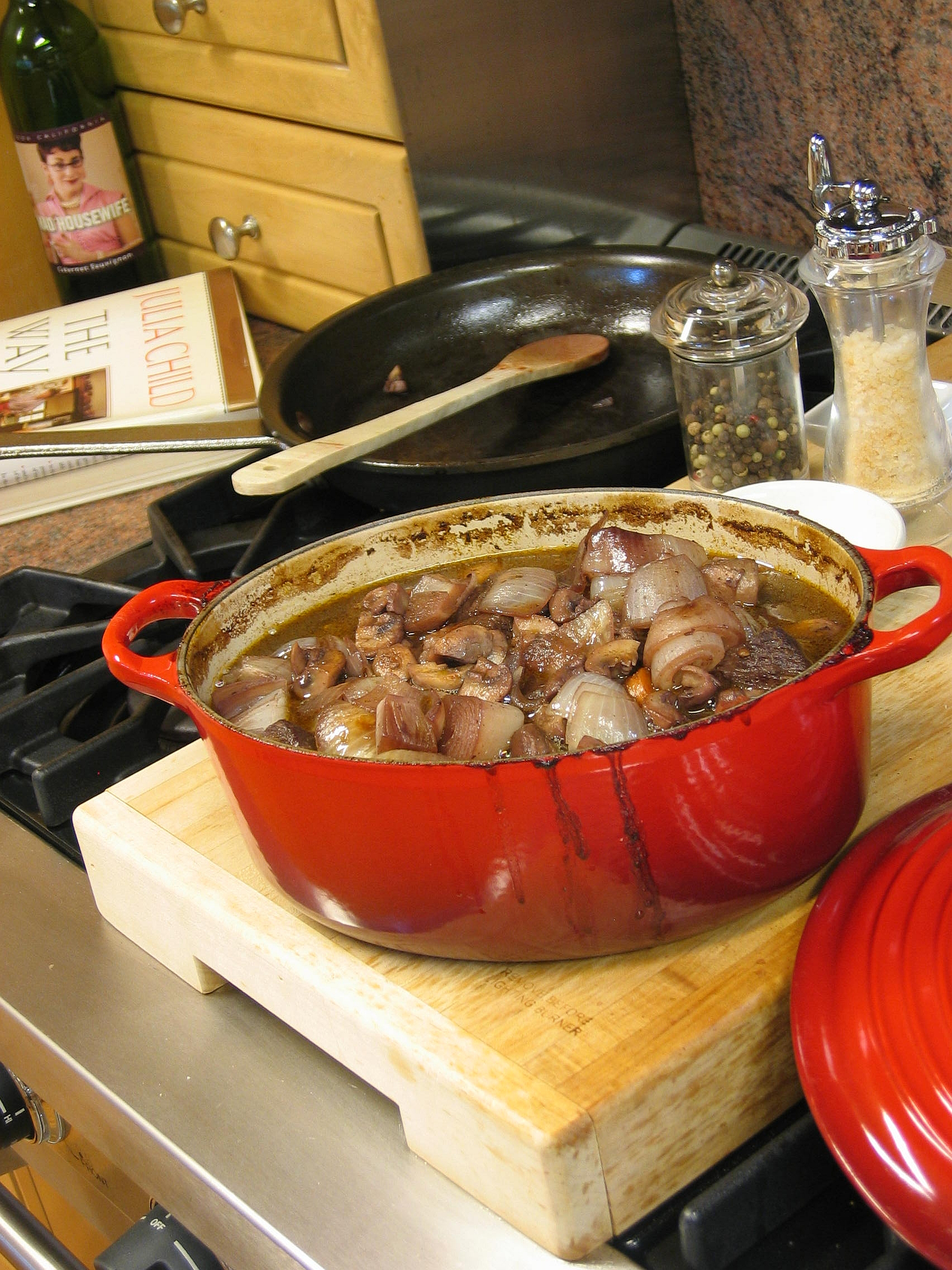
Beef bourguignon

牛肉のブルゴーニュ風 (ぎゅうにくのブルゴーニュふう) またはブッフ・ブルギニョン (仏: bœuf bourguignon) は、赤ワイン、特にブルゴーニュワインと牛のフォンで蒸し煮したビーフシチューである。ビーフ・バーガンディ (英: beef Burgundy)、ブッフ・ア・ラ・ブルギニョンヌ (仏: bœuf a la Bourguignonne) とも呼ばれる。ニンジン、タマネギ、ニンニク、ブーケガルニ等で風味付けし、パールオニオン、マッシュルーム、ベーコン等を添える。
良く知られたフランス料理である。その名前は恐らくワインを用いるところから来ており、ブルゴーニュ地域圏の郷土料理というわけではないと考えられる。

## 歴史
この料理は、しばしば「伝統的」なものと考えられるが、実際は19世紀の文献に初めて登場する。ラムやウサギの肉に似たような付け合わせを用いる"a la Bourguignonne"と呼ばれるレシピは、19世紀中盤から見られる。
この料理はフランス料理のスタンダードとなり、特にパリのビストロで人気となった。ブルゴーニュ地方の名物と考えられるようになったのは、20世紀に入ってからである。
ジュリア・チャイルドは、「人類が調理する中で確かに最もおいしい牛肉料理の1つである」と述べている。

## 提供
牛肉のブルゴーニュ風は通常、茹でたジャガイモか麺と一緒に提供される。

## 名前
「ブルゴーニュ風」という用語は、19世紀中盤に、ワインを用いたり、マッシュルームとタマネギを付け合わせる、様々な料理に対して用いられた。
英語でもフランス語でも、bourguignonまたはa la bourguignonneと呼ばれる。英語では、beef/bœuf bourguignonneと呼ばれることもあるが、フランス語としては文法的に誤っていると考えられている。